# Vladimir Konovalov
Pour les articles homonymes, voir Konovalov.
Vladimir Konstantinovitch Konovalov (en russe : Владимир Константинович Коновалов), né le 5 décembre 1911 à Nadiojnoïe (dans l'actuelle Ukraine) et mort le 29 novembre 1967 à Léningrad (Saint-Pétersbourg), est un kontr-admiral soviétique. Il se distingua comme commandant de sous-marin pour avoir coulé le paquebot allemand Goya le 16 avril 1945, ce qui lui valut le titre de Héros de l'Union soviétique.

## Distinctions
- Héros de l'Union soviétique
- Ordre de Lénine (3)
- Ordre du Drapeau rouge
- Ordre d'Ouchakov, 2e classe
- Ordre de la Guerre patriotique, 1re classe (2)
- Ordre de l'Étoile rouge (2)
- Médaille pour la Défense de Léningrad
- Médaille pour la victoire sur l'Allemagne dans la Grande Guerre patriotique de 1941-1945

## Fiction
Dans l'ouvrage de Tom Clancy intitulé Octobre rouge et dans son adaptation au cinéma À la poursuite d'Octobre rouge, le sous-marin soviétique de classe Alfa porte le nom de V.K. Konovalov.